# Квендорф
Квендорф (нім. Quendorf) — громада в Німеччині, розташована в землі Нижня Саксонія. Входить до складу району Графство Бентгайм. Складова частина об'єднання громад Шютторф.
Площа — 14,15 км2. Населення становить 613 ос. (станом на 31 грудня 2021).